# Martolos
Martolos, Plural Martolosen (von gr. amartolos, „korrupt, fehlgegangen“; oder eher armatolos, „bewaffnet“) bezeichnete ab dem 15. Jahrhundert besoldete osmanische Sicherheitskräfte, die aus orthodoxen Christen des Balkans (an den Grenzen des Reiches oft Walachen oder slawisierte Maurowalachen – beide Gruppen lebten nach dem Jus Valachicum – aber auch andere Südslawen oder Griechen, vgl. Armatolen) rekrutiert wurden.
Martolos waren in Dschamaaten (Gemeinschaften) organisiert und wurden von Muslimen angeführt (martolos ağa, martolos başı). Die Osmanen zogen sie für verschiedene Polizeiaufgaben heran, z. B. als Grenzwache in Friedenszeiten, zur Bewachung von Festungen, Bergwerken und Straßen (türk. derbend), sowie als Spione und als Steuereintreiber.
Als Angehörige der Askerî-Schicht durften Martolos erbliche Tımars besitzen, behielten ihren christlichen Glauben, erhielten einen täglichen Sold und waren von der Dschizya-Pflicht sowie von anderen Steuern ausgenommen. Dennoch waren die meisten bloß Soldempfänger, und nur wenige besaßen Tımars.
Im 16. und im 17. Jahrhundert nahmen Martolos an Plünderungen in Kroatien und Dalmatien teil und dienten gelegentlich als Vorhut. Wegen besserer Bezahlung standen viele auch in österreichischen Diensten. Im 17. Jahrhundert wurden sie von den Osmanen zur Bekämpfung aufständischer Heiducken herangezogen, wobei sie teilweise zu den Aufständischen überliefen. 1692 verbot die Pforte Christen den Dienst in Martolos-Einheiten, 1722 ging der Einheitentyp im Pandurenamt auf.
In Nordmakedonien existierten wenige Martolos bis zu den Tanzimat-Reformen im 19. Jahrhundert weiter. Neben Kleften sind sie zu einem Sujet der griechischen episch-romantischen Poesie geworden.

## In der Literatur
Der serbische Janitschar Konstantin aus Ostrovitza schreibt in seinen Memoiren eines Janitscharen im 44. Kapitel:
Über die martoloz und die voynuk
Die martoloz sind Christen und halten sich besonders in den Grenzgebieten auf. Sie erhalten alle acht Tage je Pferd ein Goldstück. Auch ihnen zahlt man den Sold für einen Monat aus, so wie das bei den cerahor [Söldner] ist. Doch sie können so lange im Dienst bleiben, als es ihnen beliebt. Ihre Rüstung ist wie die der cerahor. Wenn einer mehr haben will, dann liegt das in seinem Belieben. Es gibt daneben eine Anzahl freier Christen, die weder etwas geben noch irgendeine Bezahlung annehmen. Sie heißen voynuk. Sie dienen dem Sultan und führen die ledigen Sultanspferde, wohin es erforderlich ist. Es gibt einige hundert martoloz und voynuk.